# Březová (okres Uherské Hradiště)
Březová (německy Birkicht) je obec v okrese Uherské Hradiště ve Zlínském kraji. Žije zde 985 obyvatel.

## Historie
V konfirmaci markraběte Jana Jindřicha ze 16. prosince 1351 se připomíná, že město Uherský Brod zakoupilo pozemky sahající až k Lopeníku a zahrnující Volenov i Korytnou. Spolu s oběma obcemi byla součástí kupní smlouvy i louka zvaná Březová, přes niž vedla cesta do Uher.

### Založení obce
Po zničení Volenova Bočkajovci v roce 1605 byla vybudována vesnice Březová v prostoru Zlatného potoka v místech pozdějšího Dolního mlýna. Založení nové obce bylo obyvatelstvem sousední uherské obce Bošáca přijato s nevolí a Březová byla brzy na to nespokojenými sousedy zničena. V letech 1615 až 1618 byla vybudována Nová Březová v nynější poloze v prostoru Na Dřevišti. I nadále byla vystavena nájezdům ze sousedních Uher – nejvíce z Bošáce. V roce 1627 Březová změnila majitele. Město Uherský Brod ji postoupilo uherskobrodským Kounicům.
Utrpení obce nabylo svého vrcholu v druhé polovině 17. a první polovině 18. století; v roce 1663 tu byly zabity 4 osoby a celá Březová byla vypálená. Další nájezdy následovaly v roce 1683 a za Rákocziho povstání 1704–1706. Tehdy obec opět zcela lehla popelem.

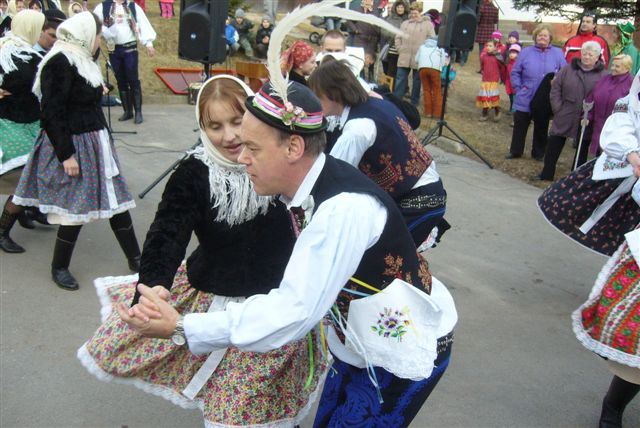
Lidová veselice o Fašanku (2011)

### Rozvoj
Nový život nastal v období 18. století. Kolonizační klučení lesa intenzívně pokračovalo, čímž přibývalo orné půdy, ale zejména pastvin. Obec rostla i početně, neboť vedle půlláníků a čtvrtláníků podstatně přibývalo chalupníků, kteří po roce 1828 tvořili většinu usedlíků.
Podle olomoucké matriky žilo v obci v druhé polovině 18. století 436 dospělých a 83 dětí česky mluvících.
V první polovině 19. století byla vesnice povinná vyslat na robotu na velkostatek Volenov 4 půlláníky se 2 koňmi 3 dny v týdnu, každý ze 32 čtvrtláníků jednu pěší pracovní sílu dva dny v týdnu. Robotou bylo povinno 36 poddaných. Obtíže roboty spočívaly v tom, že poddaní byli nuceni zvládat cestu z Březové do Volenova. Překonání příkrého kopce bylo značně obtížné zvláště pro ženy, jak svědčí petice obce z roku 1848.
Ve vesnici pracovaly na potoce Hrubáru a na Zlatném potoku mlýny, z nichž mlýn v Dolních Lázích (původním sídlišti) pracoval do roku 1953; ostatní zanikly za první republiky.
Březová před první světovou válkou byla obcí malorolníků a pastevců.

### Zdroje obživy
Horská půda časem přestala být dostatečným zdrojem obživy pro rostoucí počet obyvatel. Mnozí odcházeli za sezónními pracemi na statek ve Volenově, na Beckovský dvůr v Pováží, ale i dále do Rakous a do Uher. Dalším zdrojem příjmů byl podomní prodej koření, papriky, vařeček a čaganů. V zimních měsících obchodovali s kořením, semeny, paprikou, řemeslnými výrobky a čagany – ženy i muži – v Uhrách a alpských zemích. Po roce 1918 putovali po území nově vzniklé Československé republiky. Ještě v roce 1930 se takto živilo přes 60 rodin. Lesy v okolí obce motivovali k domácí výrobě dřevěného nářadí, zvláště holí čaganů, žebřů a vařeček. Po druhé světové válce domácká výroba i semenkářství vymizely. V selských pálenicích se po celou dobu vyráběla slivovice.
Obec dlouho postrádala spojení s okolím, silnice z Uherského Brodu do Strání přes Volenov a Březovou byla postavena v roce 1897 a na Lopeník teprve v roce 1964, přes obec Bošácu na Slovensko v roce 1967.
Po březnu 1939 byla do obce uvedena pohraniční stráž, která se ubytovala v nově postavených dřevěných kasárnách při cestě směrem na Lopeník.

### Církevní správa
Obec byla po svém založení začleněna pod faru v Uherském Brodě osmnácti kilometrů vzdáleném. Od roku 1708 zajišťoval duchovní správu kněz v Bánově. V roce 1854 byla Březová povýšena na samostatnou farnost. Pod březovskou faru spadaly obce Olšovec a Lopeník. Na místě původní kaple byl vybudován v letech 1747–1749 nový kostel zasvěcený svatému Janu Křtiteli a Panně Marii. Kostelík brzy nestačil rostoucímu počtu farníků. V letech 1865–1870 byl zbudován monumentální novogotický chrám svatého Cyrila a Metoděje.

### Škola
Kolem roku 1620 měla údajně existovat v obci nekatolická selská škola; vzala za své asi při vpádech v druhé polovině 17. století.
Farní škola vznikla po roce 1747. Sestávala z jedné místnosti bez lavic. Nová budova byla postavena v roce 1865. Havarijní stav po padesáti letech vedl k přestavbě v roce 1922. Měšťanská škola byla zřízena v roce 1946.

## Obyvatelstvo
| Rok            | 1869 | 1880 | 1890 | 1900 | 1910  | 1921  | 1930  | 1950  | 1961  | 1970  | 1980  | 1991  | 2001  | 2011  | 2021 |
| -------------- | ---- | ---- | ---- | ---- | ----- | ----- | ----- | ----- | ----- | ----- | ----- | ----- | ----- | ----- | ---- |
| Počet obyvatel | 778  | 661  | 749  | 850  | 1 051 | 1 080 | 1 068 | 1 218 | 1 483 | 1 357 | 1 238 | 1 186 | 1 131 | 1 000 | 933  |
| Počet domů     | 122  | 139  | 144  | 157  | 177   | 199   | 243   | 295   | 322   | 307   | 318   | 372   | 388   | 394   | 407  |

## Obecní symboly
Znak a vlajka byly obci uděleny rozhodnutím předsedy Poslanecké sněmovny Parlamentu České republiky dne 22. listopadu 2001.

## Kultura
Od roku 2002 v obci působí Občanské sdružení Kopretina Březová. Svými aktivitami se podílí na kulturním životě obce a významně napomáhá uchovat a znovu uvádět v život prvky tradiční lidové kultury. Vydalo první CD březovských písní, pohlednice obce Březová, založilo folklorní soubory Spjevulenky (2004), ženský pěvecký sbor Šibalice (2006), dětský soubor Slivečky (2008), cimbálovou muziku Šimbolica (2008), dívčí pěvecký sbor Danajky (2011).
Od roku 2005 členka sdružení postupně obnovila zapomenutý horský kroj (zanikl po roce 1950), v roce 2011 pak původní svatební kroj z roku 1850.

## Pamětihodnosti
- Kostel svatého Cyrila a Metoděje (1870)

## Významné osobnosti
V obci přebývali Leoš Janáček, národopisec Josef Klvaňa a sběratel písní František Bartoš. V Březové také vyučoval Alois Král, objevitel Demänovských jeskyní.

## Partnerské obce
- Bošáca, Slovensko

## Galerie

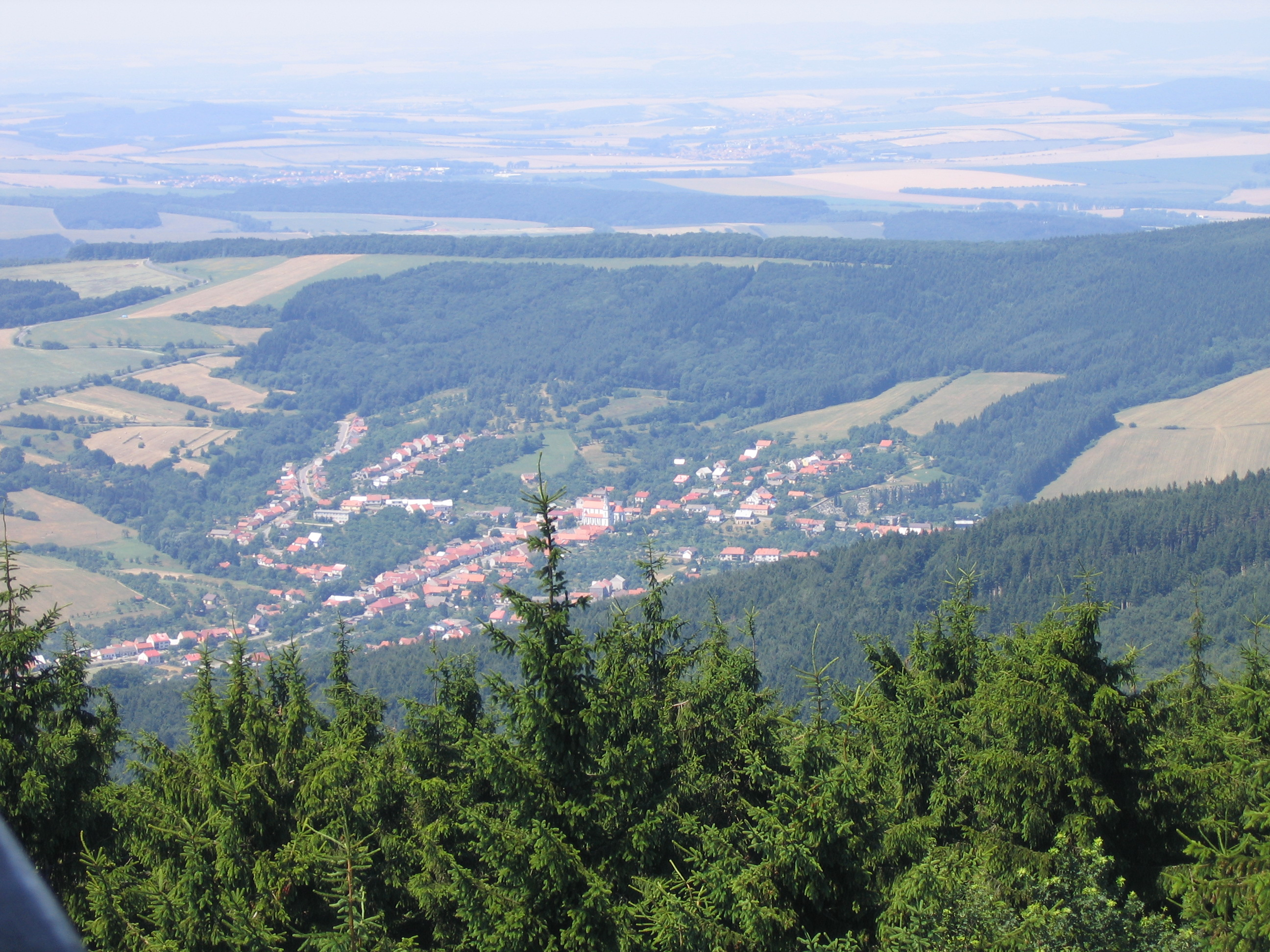
Výhled na obec z rozhledny Velký Lopeník
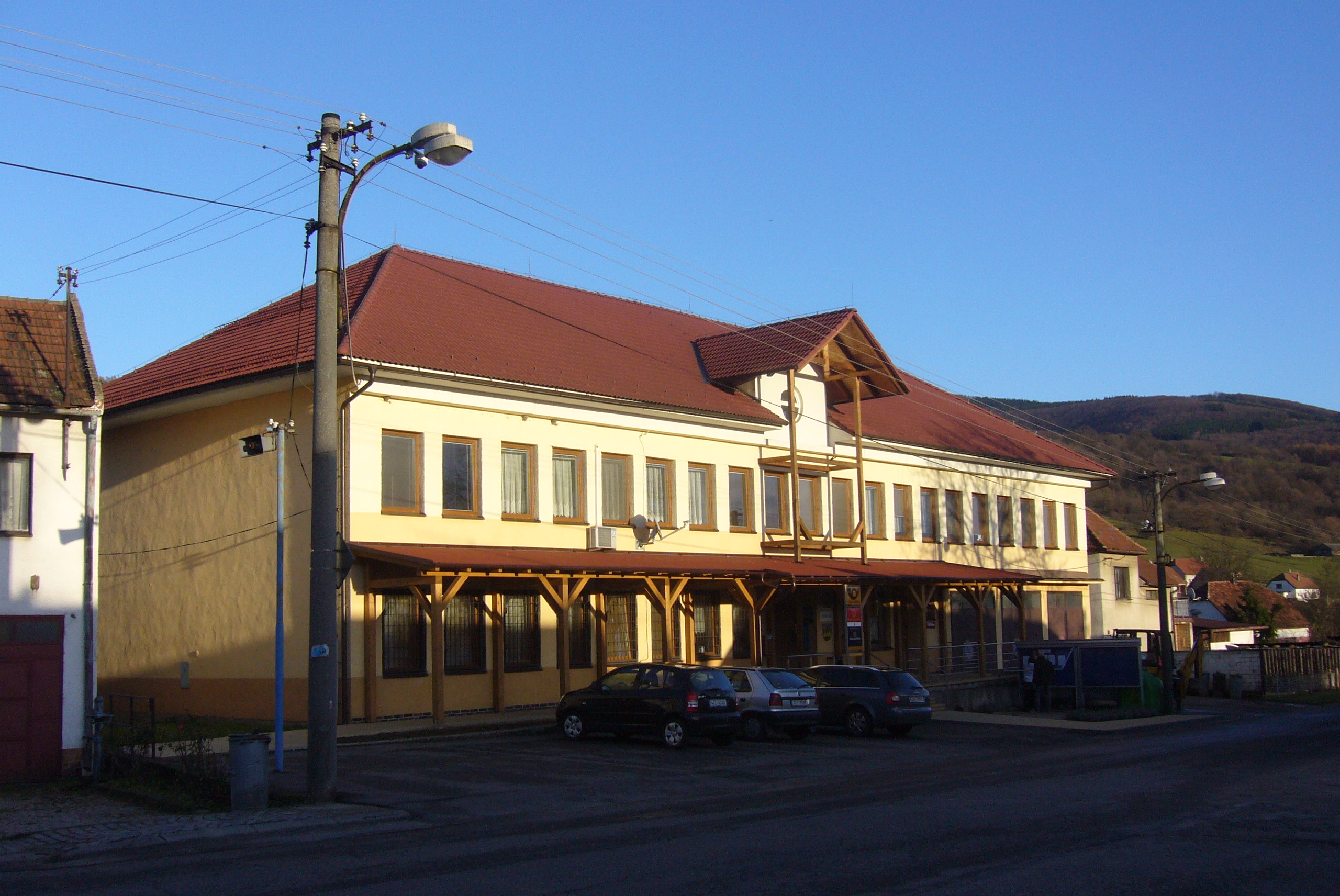
Obecní úřad
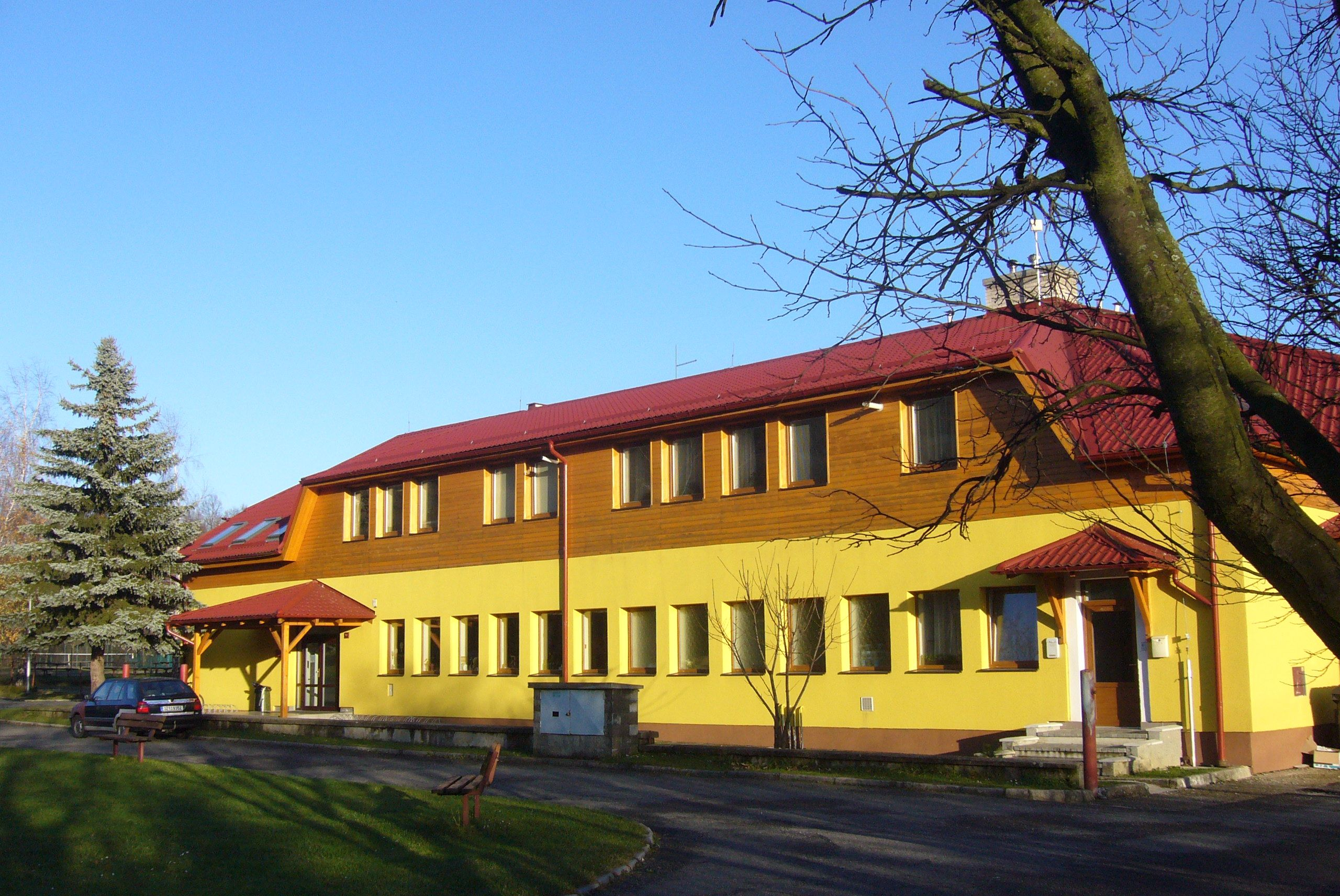
Základní škola
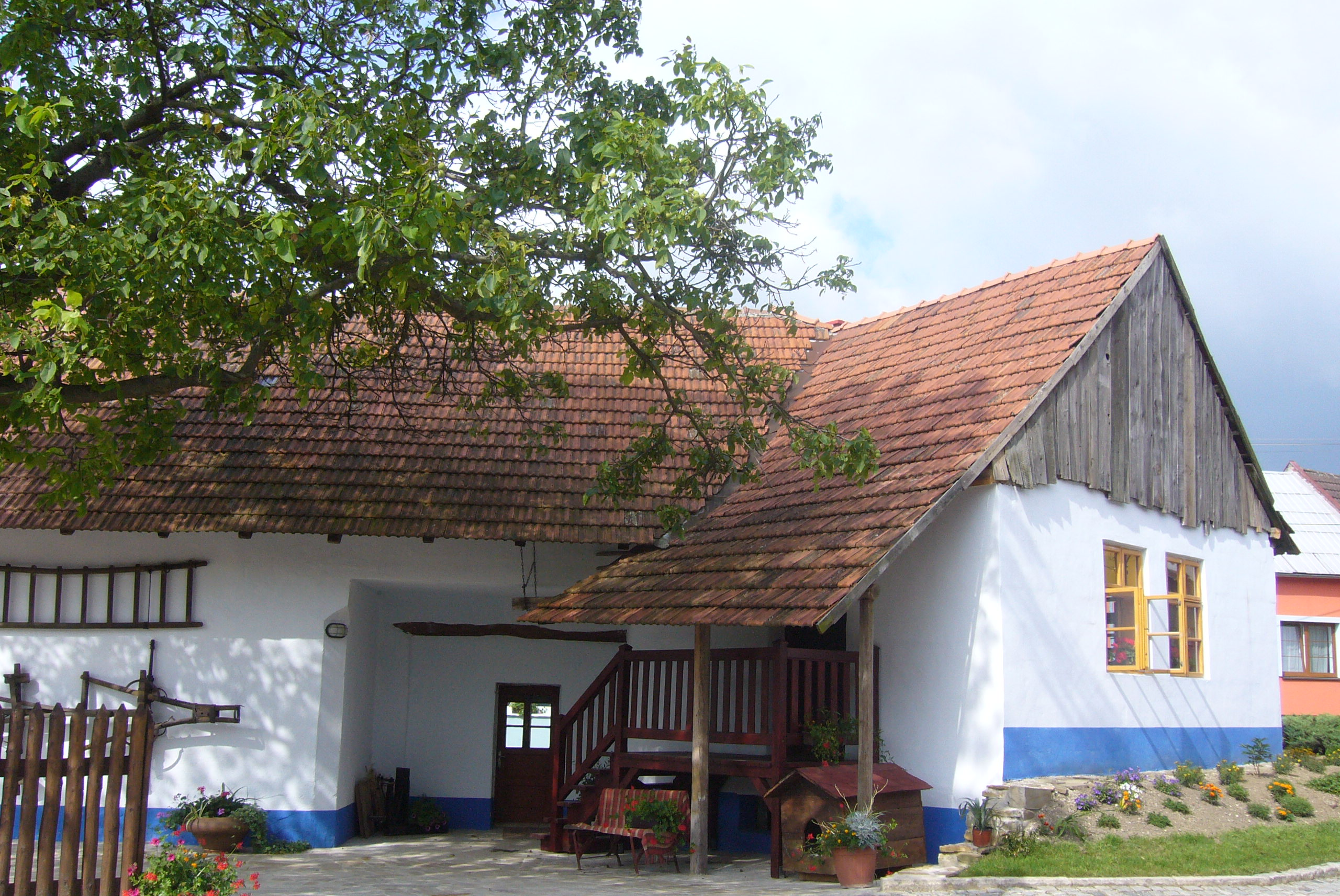
Lidová architektura
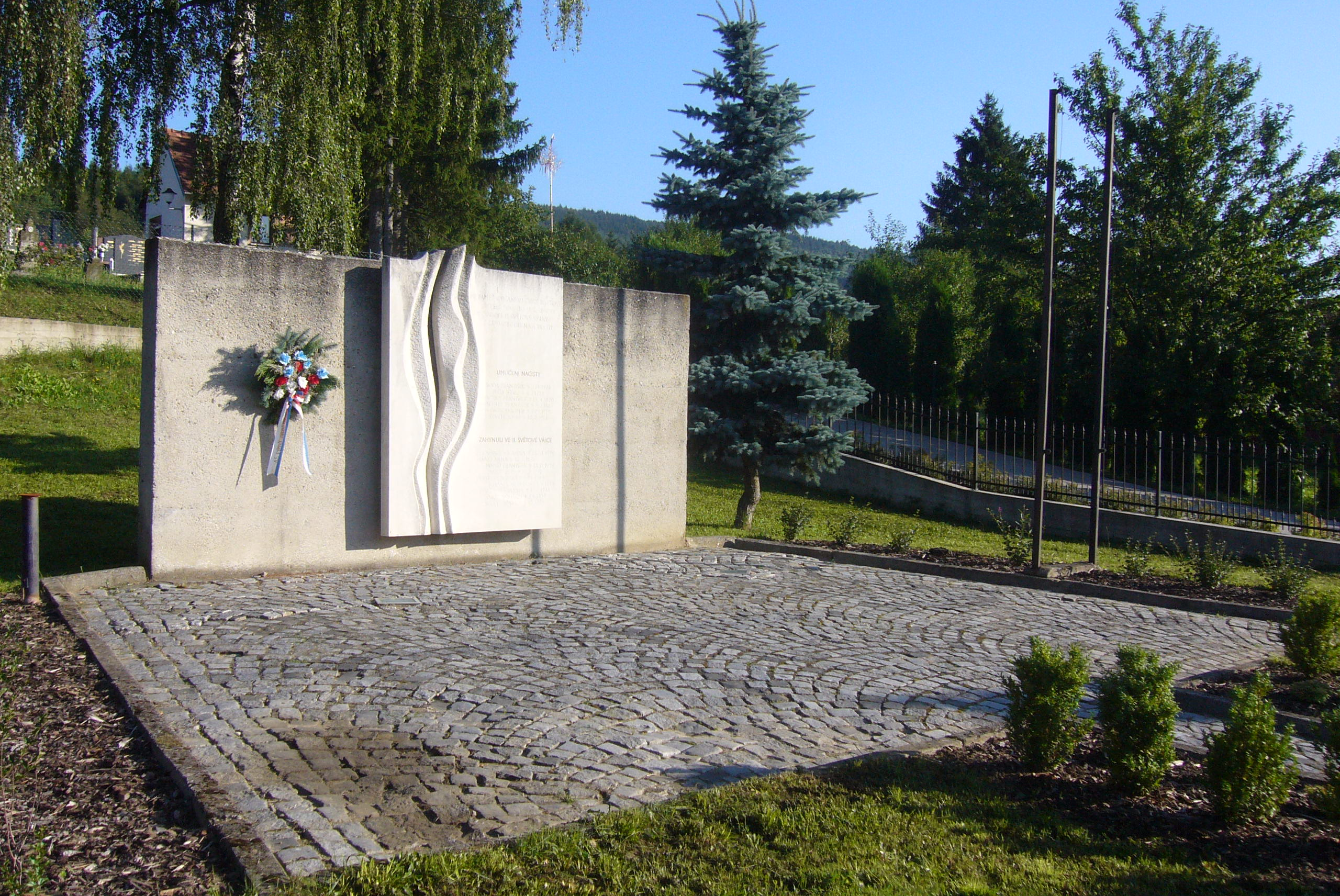
Památník věnovaný padlým v druhé světové válce